# Barrage de Fairbairn
Le barrage de Fairbairn est un barrage au Queensland, en Australie. Il a été construit en 1972. Il n'a pas de capacité hydroélectrique, sa fonction est de permettre l'irrigation.